# Незаметный (остров, Архангельская область)
Незаме́тный — остров архипелага Земля Франца-Иосифа. Административно относится к Приморскому району Архангельской области России.
Расположен в западной части архипелага в водах залива Клемента Маркама в 3,5 километрах к востоку от Земли Георга.
Имеет вытянутую форму около 600 метров в длину, каких-либо возвышенностей не имеет.

## Топографические карты
- Лист карты U-39-XXXI,XXXII,XXXIII Земля Георга. Масштаб: 1 : 200 000. Издание 1965 г.